# Forschungsinstitut für Nachhaltigkeit

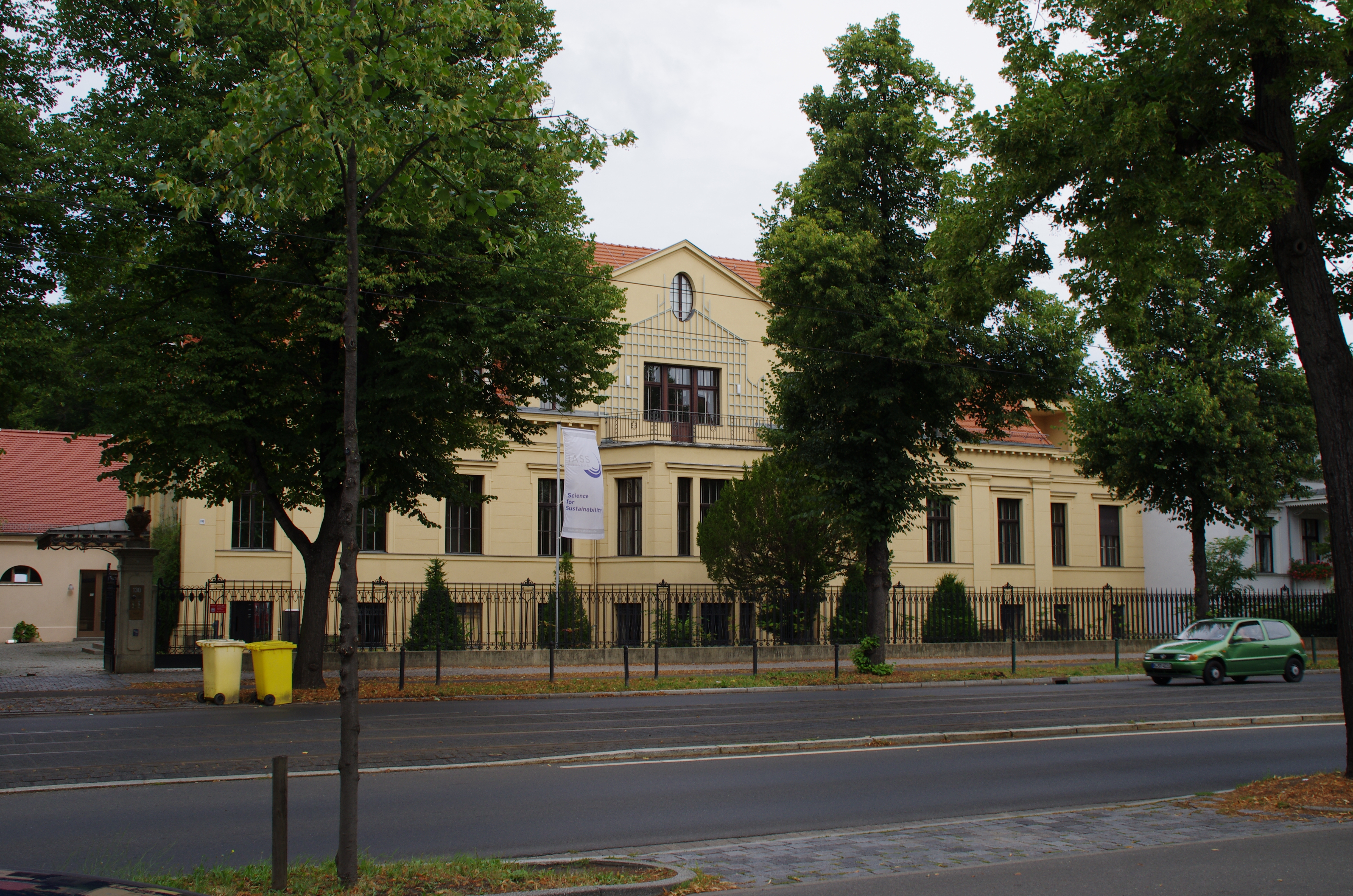
Der Hauptsitz des RIFS in der ehem. Villa von Kleist in Potsdam

Das Forschungsinstitut für Nachhaltigkeit (englisch Research Institute for Sustainability, kurz RIFS) ist ein Forschungsinstitut mit Sitz in Potsdam und hat das Ziel, Entwicklungspfade für die globale Transformation zu einer nachhaltigen Gesellschaft aufzuzeigen. Es entstand am 1. Januar 2023 nach der Eingliederung des Institute for Advanced Sustainability Studies (IASS) in die Helmholtz-Gesellschaft und gehört zum GFZ Helmholtz-Zentrum für Geoforschung Potsdam.

Das RIFS folgt einem transdisziplinären, dialogorientierten Ansatz zur gemeinsamen Entwicklung des Problemverständnisses und von Lösungsoptionen in Kooperation zwischen Wissenschaft, Politik, Wirtschaft und Gesellschaft. Ein nationales und internationales Partnernetzwerk unterstützt die Arbeit des Instituts. Zentrale Forschungsthemen sind u. a. die Energiewende, aufkommende Technologien, Klimawandel, Luftqualität, systemische Risiken, Governance und Partizipation sowie Kulturen der Transformation im Anthropozän. 

## Geschichte
Das Forschungsinstitut für Nachhaltigkeit wurde am 2. Februar 2009 in Potsdam als Institute for Advanced Sustainability Studies e. V. gegründet. Gründungsdirektor war Klaus Töpfer. Er leitete das Institut bis September 2015 als Exekutivdirektor, zusammen mit den wissenschaftlichen Direktoren Carlo Rubbia (Juni 2010 bis Mai 2015) und Mark G. Lawrence (seit Oktober 2011). Von 2016 bis 2021 war Patrizia Nanz wissenschaftliche Direktorin am IASS. Im Februar 2016 kam Ortwin Renn als wissenschaftlicher Direktor ans Institut, an dem er bis Dezember 2022 im Vorstand war.
Die Bundesregierung gab Ende Mai 2021 bekannt, das IASS bis 2023 ins GFZ eingliedern zu wollen. Dies stieß auf Kritik durch Mitglieder der grünen Bundestagsfraktion. Direktor Ortwin Renn hatte zuvor eine eigenständige Institutionalisierung als Mitglied der Leibniz-Gemeinschaft erwogen, begrüßte aber letztlich die Entscheidung.
Das Institut wurde am 1. Januar 2023 in „Forschungsinstitut für Nachhaltigkeit – Helmholtz-Zentrum Potsdam“ (englisch: Research Institute for Sustainability, kurz: RIFS) umbenannt. Grundlage dafür war die Evaluierung durch den Wissenschaftsrat im April 2021. Nach dieser Grundsatzentscheidung wurde ein Integrationskonzept entwickelt und dessen Umsetzung vorbereitet. Mit dem 1. Januar 2023 endete die Projektlaufzeit des IASS und das Institut wurde rechtlich ein Teil des GFZ. Der Trägerverein IASS e. V. wird aufgelöst, die meisten nicht-wissenschaftlichen Aufgaben vom GFZ übernommen und die Mitarbeitenden in das GFZ integriert.

## Aufgabe und Leitung
Das Institut soll Spitzenforschung zu den Themen wie dem Klimawandel und nachhaltiger Ökonomie leisten und mehr als 50 Wissenschaftlern Arbeitsmöglichkeiten geben. Es wird über Mittel des Bundesministeriums für Bildung und Forschung (BMBF) und des Landes Brandenburg finanziert und hat einen zugesagten Etat von 6,6 Millionen Euro über sieben Jahre. Der Bundesrechnungshof stellte 2016 fest, dass das IASS bis dahin rund 83 Millionen Euro vom BMBF für dessen 14-jährige Anlauffinanzierung, d. h. bis 2023, bereitgestellt bekommen hat. Im Jahr 2019 beschloss der Bundestag eine Sonderförderung in Höhe von 11 Millionen Euro. Bei der Gründungsveranstaltung sagte die Bundesforschungsministerin Schavan: „Das Institut kann unter der Leitung von Professor Töpfer internationale Strahlkraft erlangen und die starke Position Deutschlands in diesem Bereich unterstreichen.“
Das Institut kooperiert eng mit den Geoforschungseinrichtungen in Potsdam, dem GFZ Helmholtz-Zentrum für Geoforschung, der Forschungsstelle Potsdam des Alfred-Wegener-Instituts für Polar- und Meeresforschung sowie dem Potsdam-Institut für Klimafolgenforschung.
Die Institutsleitung besteht aus Mark G. Lawrence, der ab Oktober 2011 wissenschaftlicher Direktor des RIFS (ehemals IASS) war, bis ein zweiter Posten im RIFS-Direktorium zum 1. Oktober 2023 durch Doris Fuchs nachbesetzt wurde. Die Geschäftsführung des Instituts rotiert unter den wissenschaftlichen Direktoren alle zwei Jahre.

## Rezeption
Im Global Go To Think Tank Index 2019 und 2020 der University of Pennsylvania belegt das Institut Platz 109 in der Kategorie „Top Think Tanks in Western Europe“. Eine Evaluation des Wissenschaftsrates 2021 bezeichnete das gleichermaßen auf Forschung und Beratung ausgerichtete Profil des IASS als eines, „das es in Deutschland so in keiner anderen Einrichtung“ gebe. Manja Schüle bezeichnete die Einrichtung als „Solitär in der deutschen Forschungslandschaft“.

## Publikationen
Am IASS gab es verschiedene Veröffentlichungsformate, um neben eigene Arbeits- und Forschungsergebnisse sowie Empfehlungen zu teilen, die am RIFS fortgeführt werden:
- Policy Briefs – Handlungsempfehlungen und Einschätzungen zu politischen Maßnahmen
- Fact Sheets – Sammlung aktueller Kennzahlen und Übersichten zum jeweiligen Thema
- Studies – Ausführlichere Untersuchungsergebnisse entlang einer Leitfrage oder einer Arbeitsgruppe
- Working Paper – Diskussionspapiere für Zwischenstände oder kurzzeitige Interventionen

Daneben erscheinen wissenschaftliche Artikel in verschiedenen Fachzeitschriften, Stellungnahmen, Monographien und Sammelwerke, sowie einführende Dossiers. Es existiert ein hauseigener Blog.

## Assoziierte Wissenschaftler und Ehemalige (Auswahl)
- Clemens Appel, Jurist und Politiker
- Constantin von Barloewen, Anthropologe
- Ulrich Brand, Politologe
- Felix Creutzig, Physiker und IPCC-Autor
- Paul J. Crutzen, Meteorologe und Nobelpreisträger für Chemie
- Daniel Dahm, Entwicklungsforscher und Unternehmer
- Judith Enders, Politologin
- Martin Faulstich, Ingenieur
- Christian Felber, Begründer der Gemeinwohlökonomie
- Frank Fischer, Politologe
- Adrienne Goehler, Psychologin und ehemalige Senatorin
- Andreas Goldthau, Politologe
- Silke Helfrich, Gemeingutforscherin
- Reinhard Hüttl, Forstwissenschaftler
- Robert Klapisch, Physiker
- Hildegard Kurt, Kulturwissenschaftlerin
- Claus Leggewie, Politologe
- Klaus Lucas, Ingenieur und Risikoforscher
- Harald A. Mieg, Sozialwissenschaftler
- Alexander Müller, Soziologe und Politiker
- Alexander Neupert-Doppler, Politologe
- Theo Rauch, Volkswirt und Sozialgeograph
- Ingeborg Reichle, Kulturwissenschaftlerin
- Ernst Theodor Rietschel, Chemiker und Wissenschaftsfunktionär
- Carlo Rubbia, Nobelpreisträger für Physik
- Hans Joachim Schellnhuber, Klima- und Komplexitätsforscher
- Roland Scholz, Mathematiker
- Charles Taylor, Philosoph